# توتال دراما
توتال دراما (بالإنجليزية: Total Drama)‏ هو مسلسل رسوم متحركة كندي من تأليف جينيفر بيرتش وتوم ماكجيليس، عرض لأول مرة على قناة تيل تون (كرتون نتورك حالياً) في كندا يوم 8 يوليو 2007، وعلى كرتون نتورك في الولايات المتحدة في 5 يونيو 2008.
تدور أحداث كل موسم حول مجموعة من المراهقين يتنافسون في مسابقة إقصاء، حيث يتنافس المتسابقون في التحديات كفرق وفرادى للحصول على المكافآت والحصانة من الإقصاء. تندمج الفرق في منتصف المنافسة تقريبًا في أفراد. ومع تطوير المتسابقين للعلاقات مع بعضهم البعض، يتم إقصاؤهم تدريجيًا من اللعبة. عندما يتبقى اثنان أو ثلاثة متسابقين فقط، يتنافسون في تحدٍ نهائي حيث يُمنح الفائز جائزة نقدية: 100,000 دولار كندي (73,129 دولارًا أمريكيًا) في الموسم الأول، أو 1,000,000 دولار كندي (731,485 دولارًا أمريكيًا) من الموسم الثاني فصاعدًا. 

## روابط خارجية
- توتال دراما على موقع IMDb (الإنجليزية)
- توتال دراما على موقع قاعدة بيانات الفيلم (الإنجليزية)